# Dolby Headphone
Dolby Headphone (DH) är en teknik som på elektronisk väg får hörlurar att låta som två till fem högtalare i en god akustisk miljö. Tekniken utvecklades först av Lake Technology Limited i Australien (sedan 2006 ägt av Dolby Laboratories), som kallade tekniken Lake Personal Surround. 1997 visade Lake sin teknik för Dolby Laboratories, som vidareutvecklade den tillsammans med Lake. Resultatet blev att Dolby nu erbjuder licenser för tekniken som fick namnet Dolby Headphone.
Tekniken bygger på HRTF – head-related transfer functions –, d.v.s. hur vårt huvud påverkar överföringen av ljud från ljudkällan till hörseln. Man tar bl.a. fasta på tids- och fasskillnader som vi använder för att lokalisera en ljudkälla. Genom att studera hur ytterörat påverkar ljud som kommer från olika håll, och sedan med hjälp av digital signalbehandling (DSP) härma denna förvrängning, kan illusionen av att befinna sig i ett lyssningsrum med två till fem högtalare åstadkommas. DH är således avsett att återge vänster, center, höger fram, samt vänster, höger bak. Baskanalen fördelas lika mellan vänster och höger kanal. Detta gäller ej Dolby Headphone Stereo, som endast ger ett naturligare stereoljud. DH erbjuder vidare upp till tre olika lyssningsrum, i enklare utrustning dock endast ett rum.
DH återfinns i såväl mjukvara (till exempel DVD-spelarprogram) som hårdvara (hemmabioförstärkare, hörlursförstärkare, ljudkort), men kan också finnas i ljudspåret på en DVD. Sådana ljudspår finns dock endast på DVD avsedda för särskilda ändamål, till exempel för visning i flygplan.
Dolby Headphone är varken den första eller enda teknik som bygger på HRTF. Yamaha har sin egen teknik Silent Cinema, liksom Pioneer (Phones Surround). Sennheiser har tillverkat hörlursförstärkare med Pro Logic-avkodare och akustikprocessor från Toltec.